# Boys + Girls
Boys + Girls — третий мини-альбом американской эмо-группы The Promise Ring, выпущенный в 1998 году на лейбле Jade Tree. Этот альбом был первым, записанным с новым басистом Скоттом Шоинбеком. Песня «Tell Everyone We’re Dead» примечательна тем, что была написана после аварии, которую пережила вся группа.

## Список композиций
1. «Tell Everyone We’re Dead»
2. «Best Looking Boys»
3. «American Girl»

## Принимали участие в записи
- Дейви вон Болем — гитара, вокал
- Джейсон Гневиков — гитара
- Скотт Шоинбек — бас-гитара
- Дэн Дидиер — барабаны